# Laryngopharyngitis
Eine Laryngopharyngitis ist eine akute oder chronische entzündungsbedingte Erkrankung der oberen Atemwege unter Beteiligung des Kehlkopfes (Larynx) und des Rachens (Pharynx). Sie kann durch Viren und Bakterien hervorgerufen werden. Auch dauerhafte äußere Einflüsse und Reizzustände (wie Rauchen oder verunreinigte Atemluft) können als Auslöser in Frage kommen. Die Symptomatik entspricht der einer Kombination aus Rachenschleimhaut- und Kehlkopfentzündung.